# إذاعة جمهورية إيران الإسلامية

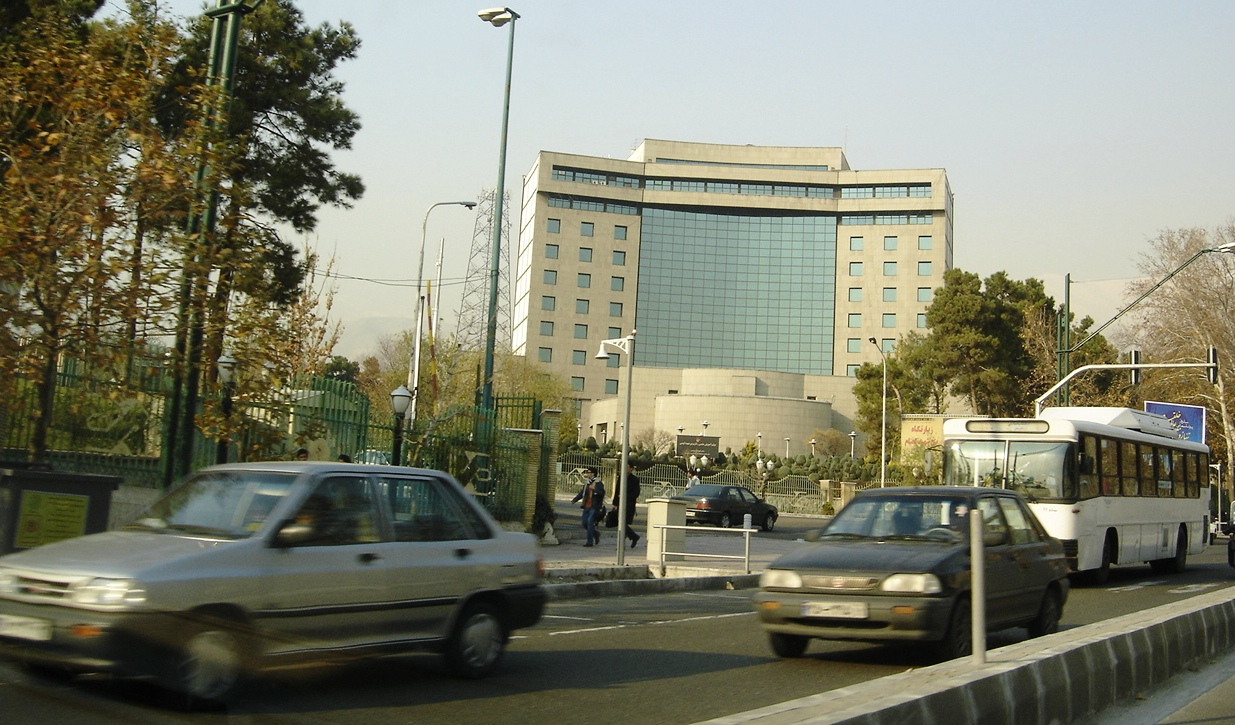
مقر تلفزيون جمهورية إيران الإسلامية.

انشئت الإذاعة والتلفزيون الإيرانية سنة 1926 عندما كانت تعمل بالراديو، وفي سنة 1956م أسست التلفزة الإيرانية لأول مرة، وفي 1979 تحولت من قناة ملكية للنظام الملكي في إيران إلى نظام جمهوري، وكانت لها قنوات متعددة تابعة للحكومة الإيرانية، ومنها قناة العالم الإخبارية والقناة الأولى والقناة الثانية وجم جم والوثائقية والرياضية.

## وصلات
- اذاعة الجمهورية الإسلامية الإيرانية